# Équipe d'Uruguay de football à la Coupe du monde 2002
L'Équipe d'Uruguay de football participe à sa dixième Coupe du monde de football lors de l'édition de 2002, douze ans après sa dernière participation, en 1990. Dirigé par Víctor Púa, l'Uruguay termine troisième du Groupe A, derrière le Danemark et le Sénégal mais devant la France. Ils se font, de ce fait, éliminer dès le premier tour.

## Effectif
| Numéro / Nom       | Numéro / Nom          | Équipe                 | Date de naissance | J.              | Buts            |                 |                 |                 |
| Gardiens de but    | Gardiens de but       | Gardiens de but        | Gardiens de but   | Gardiens de but | Gardiens de but | Gardiens de but | Gardiens de but | Gardiens de but |
| ------------------ | --------------------- | ---------------------- | ----------------- | --------------- | --------------- | --------------- | --------------- | --------------- |
| 1                  | Fabián Carini         | Juventus Football Club | 26 décembre 1976  | 3               | 0               | 1               | 0               | 0               |
| 12                 | Gustavo Munúa         | Nacional Montevideo    | 27 janvier 1978   | 0               | 0               | 0               | 0               | 0               |
| 23                 | Federico Elduayen     | CA Peñarol             | 25 juin 1977      | 0               | 0               | 0               | 0               | 0               |
| Défenseurs         |                       |                        |                   |                 |                 |                 |                 |                 |
| 2                  | Gustavo Méndez        | Nacional Montevideo    | 3 février 1971    | 1               | 0               | 1               | 0               | 0               |
| 3                  | Alejandro Lembo       | Nacional Montevideo    | 15 février 1978   | 2               | 0               | 0               | 0               | 0               |
| 4                  | Paolo Montero         | Juventus Football Club | 3 septembre 1971  | 3               | 0               | 1               | 0               | 0               |
| 6                  | Darío Rodríguez       | CA Peñarol             | 17 septembre 1971 | 3               | 1               | 1               | 0               | 0               |
| 14                 | Gonzalo Sorondo       | Inter Milan            | 9 octobre 1979    | 3               | 0               | 0               | 0               | 0               |
| 19                 | Joe Bizera            | CA Peñarol             | 9 octobre 1979    | 0               | 0               | 0               | 0               | 0               |
| Milieux de terrain |                       |                        |                   |                 |                 |                 |                 |                 |
| 5                  | Pablo García          | Venezia Calcio         | 11 mai 1977       | 3               | 0               | 2               | 0               | 0               |
| 7                  | Gianni Guigou         | AS Rome                | 22 février 1975   | 2               | 0               | 0               | 0               | 0               |
| 8                  | Gustavo Varela        | Nacional Montevideo    | 30.09.1985        | 3               | 0               | 0               | 0               | 0               |
| 10                 | Fabián O'Neill        | Pérouse Calcio         | 14 octobre 1973   | 1               | 0               | 1               | 0               | 0               |
| 15                 | Nicolás Olivera       | Séville FC             | 30 mai 1978       | 0               | 0               | 0               | 0               | 0               |
| 16                 | Marcelo Romero        | Málaga CF              | 4 juillet 1976    | 2               | 0               | 2               | 0               | 0               |
| 17                 | Mario Regueiro        | Racing de Santander    | 14 septembre 1978 | 2               | 0               | 0               | 0               | 0               |
| 22                 | Gonzalo de los Santos | FC Valence             | 19 juillet 1976   | 1               | 0               | 0               | 0               | 0               |
| Attaquants         |                       |                        |                   |                 |                 |                 |                 |                 |
| 9                  | Darío Silva           | Málaga CF              | 2 novembre 1972   | 3               | 0               | 1               | 0               | 0               |
| 11                 | Federico Magallanes   | Venezia Calcio         | 22 août 1976      | 2               | 0               | 0               | 0               | 0               |
| 13                 | Sebastián Abreu       | CD Cruz Azul           | 17 octobre 1976   | 3               | 0               | 1               | 0               | 0               |
| 18                 | Richard Morales       | Nacional Montevideo    | 21 février 1975   | 2               | 1               | 0               | 0               | 0               |
| 20                 | Álvaro Recoba         | Inter Milan            | 17 mars 1976      | 3               | 1               | 0               | 0               | 0               |
| 21                 | Diego Forlán          | Manchester United      | 19 mai 1979       | 1               | 1               | 0               | 0               | 0               |
| Sélectionneur      |                       |                        |                   |                 |                 |                 |                 |                 |
|                    | Víctor Púa            |                        | 31 mai 1956       |                 |                 |                 |                 |                 |